# GT Advance Championship Racing
GT Advance Championship Racing, conocido en Japón como Advance GTA (アドバンスGTA Adobansu GTA?), es un videojuego de carreras desarrollado por MTO y publicado por THQ para Game Boy Advance. La secuela del juego, GT Advance 2: Rally Racing, fue lanzada el 30 de junio de 2002 en Norteamérica.
GT Advance presenta cuarenta y cinco autos japoneses y coloca al jugador en carreras en treinta y dos pistas. Debido a la reacción positiva al juego en Japón, THQ compró los derechos de publicación para los lanzamientos norteamericano y europeo del juego después de una guerra de ofertas informada. y se agregó en un controvertido sistema de guardado de contraseña en el juego para reducir costos.
El juego fue recibido con críticas en su mayoría positivas de los críticos que elogiaron el juego por su divertida jugabilidad, pero la mayoría de los críticos criticaron a THQ por agregar contraseñas al juego cuando la versión japonesa tenía guardados respaldados por batería.

## Jugabilidad
GT Advance Championship Racing es una experiencia personalizable, que incluye 48 coches de 8 fabricantes de coches y 32 pistas. Algunos de los coches que aparecen en el juego se encuentran exclusivamente en Asia, como el Nissan Cube de primera generación. Las pistas varían entre caminos pavimentado y tierra, lo que requiere que el jugador adapte su conducción para cumplir con las condiciones de la pista en la que está conduciendo.
El modo de campeonato del juego presenta cuatro niveles de juego, tres copas de diferentes niveles y un "modo de carrera de kart desbloqueable". Las mejoras obtenidas a través del juego se pueden agregar al coche del jugador, y en algunos casos, pueden cambiar la apariencia física del vehículo. El juego contiene compatibilidad con multijugador, lo que permite que dos personas jueguen entre sí utilizando un Game Link Cable.
Los controles son simples, con los botones A y B controlando el acelerador y los frenos del jugador respectivamente. Los botones R y L cambian una marcha del coche hacia arriba o hacia abajo en el control manual, y el D-Pad controla la dirección del coche. El juego requiere que el jugador domine la técnica de deslizamiento de potencia para derrapar en las esquinas y reducir su tiempo de vuelta.

### Gráficos
Los caminos en el juego están pintados en un plano, lo que permite que el juego progrese a un ritmo suave, pero hace que sea más difícil para el jugador ver los próximos giros en el camino. El problema se puede solucionar si se reproduce una pista varias veces para familiarizarse con los giros de un recorrido. Los coches se renderizan a través de marcos de sprite, dando la impresión de gráficos en 3D en el juego.

### Sistema de guardado
La versión japonesa del juego, Advance GTA, tenía soporte para guardar. Sin embargo, THQ sacó la batería RAM de las versiones norteamericana y europea del juego, y utilizó contraseñas para guardar datos en su lugar. El sistema obliga a los jugadores de las versiones norteamericanas y europeas a ingresar un código de dieciséis dígitos que consta de letras mayúsculas y minúsculas, números y símbolos en el juego para recuperar sus datos. Muchos críticos culparon a THQ por lo que se percibió como una medida de reducción de costos. Fue el único cambio importante con respecto a la versión japonesa del juego.

## Desarrollo
MTO comenzó el desarrollo de GT Advance Championship Racing aproximadamente un año antes del lanzamiento del juego en Japón. El juego se anunció por primera vez el 18 de agosto de 2000, con el nombre de Pocket GT Advance. Con la excepción de un nuevo sistema de guardado de contraseñas, los ajustes se mantuvieron al mínimo para la versión norteamericana del juego. La elección se hizo en la versión japonesa para usar principalmente inglés en el juego por lo que sería jugable fuera de Japón.
La versión japonesa del juego, Advance GTA, fue elogiada por los críticos y creció la expectativa por los lanzamientos del juego en Norteamérica y Europa. Una guerra de ofertas entre empresas distribuidoras de Estados Unidos para lanzar el juego en los Estados Unidos comenzó después de los comentarios positivos de la versión japonesa. Un mes después se informó que THQ había obtenido los derechos de publicación de los lanzamientos del juego en Norteamérica y Europa.

## Recepción
GT Advance Championship Racing recibió críticas "favorables" según el sitio web agregación de reseñas Metacritic. En Japón, "Famitsu" le dio una puntuación de 26 sobre 40.
Los críticos recibieron elogios por su juego en general, pero la inclusión de un sistema de guardado de contraseña por parte de THQ en los lanzamientos de América del Norte y Europa fue muy criticada. Craig Harris de IGN elogió la alta calidad del motor gráfico y el entretenido sistema powerslide, pero observó que con respecto al sistema de contraseñas, "... algunos jugadores (incluido yo mismo) podrían levantar las manos disgustados por lo que THQ le ha hecho al juego". GameSpot observó que "GT Advance es, en esencia, un juego de carreras muy robusto y gráficamente impresionante". A pesar de elogiar la jugabilidad, GameSpot recomendó que los jugadores compraran una versión japonesa importada del juego, ya que estaba en inglés e incluía una función de ahorro de batería. Eurogamer escribió que aunque GT Advance se vio obstaculizado por las contraseñas, "... definitivamente deberías tener GT Advance de una forma u otra, salvo quejas actuales; es un excelente ejemplo de carreras portátil realizadas correctamente".
Respondiendo a las críticas sobre el sistema de guardado de contraseña, THQ luego reinstaló la función de ahorro de batería en las dos secuelas del juego, GT Advance 2: Rally Racing y GT Advance 3: Pro Concept Racing.